# Сингра (подокруг)
Сингра (бенг. সিংড়া, англ. Singra) — подокруг на северо-западе Бангладеш. Входит в состав округа Натор. Образован в 1869 году. Административный центр — город Сингра. Площадь подокруга — 528,46 км². По данным переписи 1991 года численность населения подокруга составляла 289 952 человека. Плотность населения равнялась 549 чел. на 1 км². Уровень грамотности населения составлял 18,93 %. Религиозный состав: мусульмане — 87,59 %, индуисты — 11,46 %, прочие — 0,95 %.